# Коробейников, Николай Акимович
Николай Акимович (Якимович) Коробейников (25.07.1913—30.07.1993) — командир расчёта 45-миллиметровой пушки 550-го стрелкового полка 126-й стрелковой дивизии 43-й армии 3-го Белорусского фронта, старшина, участник Великой Отечественной войны, кавалер ордена Славы трёх степеней.

## Биография
Родился 25 июля 1913 года в деревне Ярумцево Киясовского района Удмуртской Республики в семье крестьянина. Русский. Проучившись два года в Карамас-Пельге, трудился в своём хозяйстве. С 1930 года работал в Ижевске на машиностроительном заводе. В 1935 году Ижевским горвоенкоматом призван в Красную Армию. Служил в Ленинграде. Окончил полковую школу командиров орудий. Уволившись из армии в 1937 году, работал помощником машиниста на станции Ржев-2.
Ржевским райвоенкоматом 23 июня 1941 года вторично был мобилизован в армию. В действующей армии с июля 1941 года. Воевал на Северо-Западном, Калининском, Юго-Западном, 1-м Прибалтийском, 3-м Белорусском фронтах. Ранен 7 раз. С боями отходил из Прибалтики до Великих Лук. Участвовал в оборонительных боях под Великими Луками, затем под Калининым (ныне Тверь), а с 5 декабря 1941 года участвовал в боях по его освобождению. В марте 1942 года был ранен.
С февраля 1943 года сержант Н. А. Коробейников воевал на Юго-Западном фронте наводчиком противотанкового ружья взвода бронетранспортёров отдельной разведроты 11-й мотострелковой бригады 10-го танкового корпуса. Ходил в разведку, давал точные сведения о противнике. При выполнении одного из заданий, противотанковой гранатой вывел из строя противотанковую пушку противника вместе с её расчётом.
Награждён медалью «За отвагу».
Был второй раз ранен. После выхода из госпиталя направлен в 550-й стрелковый полк 126-й стрелковой дивизии, дислоцированной в районе Витебска. Отличился при освобождении Литвы и в боях на территории Восточной Пруссии.
Командир расчёта 45-миллиметровой пушки 550-го стрелкового полка (126-й стрелковой дивизии, старший сержант Н. А. Коробейников в боях 18 августа 1944 года юго-западнее города Кибартай (Литва), отражая контратаки противника, находился в боевых порядках пехоты. Его расчёт подбил два средних танка.
Приказом командира 126-й стрелковой дивизии полковника Казакова А. И. 26 сентября 1944 года старший сержант Коробейников Николай Акимович награждён орденом Славы 3-й степени.
В боях на подступах к городу Кёнигсберг (ныне – Калининград) командир расчёта 45-мм пушки 550-го стрелкового полка старший сержант Н. Я. Коробейников 28 января 1945 года у населённого пункта Трентеттен при отражении атаки противника из орудия уничтожил 2 пулемёта и 7 солдат. 30 января 1945 года у населённого пункта Рудгу вывел из строя 3 пулемёта и подавил огонь миномётной батареи.
Приказом от 16 февраля 1945 года старший сержант Коробейников (в наградном листе и приказе - Карабейников) Николай Якимович награждён орденом Славы 2-й степени.
В период штурма Кёнигсберга его орудие двигалось вместе с передовыми порядками штурмовых групп. 7 апреля 1945 года при штурме форта № 5 (Король Фридрих Вильгельм III) Н. Я. Коробейников прямой наводкой с расстояния 80 метров уничтожил 15 солдат противника, которые пытались укрыться в форту. В бою по прорыву обороны внутреннего обвода крепости 8 апреля старшина Н. А. Коробейников уничтожил 4 пулемётные точки вместе с расчётами и подбил 2 бронетранспортёра.
Когда пехотные и сапёрные части, пользуясь длинными лестницами, преодолевали высокие городские укрепления, Коробейников Н. А. вёл огонь по гитлеровцам, расположенным на стенах, и не давал им возможности помешать штурмующим взбираться на стены. 12 апреля, уже после взятия Кёнигсберга, получил ранение и до конца апреля пролежал в госпитале. По возвращении в часть он был назначен начальником радиостанции в отдельной роте связи.
Указом Президиума Верховного Совета СССР от 29 июня 1945 года за мужество, отвагу и бесстрашие, проявленные в боях, старшина Коробейников Николай Якимович награждён орденом Славы 1-й степени. Стал полным кавалером ордена Славы.
В октябре 1945 года старшина Коробейников Н. А. был демобилизован и вернулся в Ржев, где проживала его жена с детьми. Жена и дети были тяжело больны и вскоре умерли. Он переехал на родину, в Удмуртскую Республику, и поселился в селе Шаркан. Поступил на работу на Шарканский льнозавод механиком паровых машин, потом работал мастером по приёмке продукции, начальником цеха.
Скончался 30 июля 1993 года. Похоронен в селе Шаркан Шарканский район.

## Награды
- Орден Отечественной войны I степени (11.03.1985)[7]
- Полный кавалер ордена Славы:
  - орден Славы I степени (29.06.1945)[8];
  - орден Славы II степени (16.02.1945)[9];
  - орден Славы III степени (26.09.1944)[10];
- медали, в том числе:
  - «За отвагу» (06.03.1943)[11]
  - «За отвагу» (21.10.1944)[12]
  - «В ознаменование 100-летия со дня рождения Владимира Ильича Ленина» (6 апреля 1970)
  - «За победу над Германией в Великой Отечественной войне 1941—1945 гг.» (9 мая 1945[13])
  - «За взятие Кёнигсберга» (9.6.1945)
  - «20 лет Победы в Великой Отечественной войне 1941—1945 гг.» (7 мая 1965[14])
  - «30 лет Победы в Великой Отечественной войне 1941—1945 гг.»[15]
  - 40 лет Победы в Великой Отечественной войне 1941—1945 гг.[16]

- - «50 лет Вооружённых Сил СССР» (26 декабря 1967[17])
- Знак «25 лет победы в Великой Отечественной войне» (1970)

## Память
- На могиле установлен надгробный памятник
- Его имя увековечено в Главном Храме Вооружённых сил России, и навсегда запечатлено на мемориале «Дорога памяти»[18].
- В Киясовском районе день рождения Коробейникова считается памятной датой.
- Имя Н. А. Коробейникова увековечено на Мемориале памяти павших земляков в годы Великой Отечественной войны села Киясово (Удмуртия)